# 横浜南共済病院
国家公務員共済組合連合会横浜南共済病院（こっかこうむいん きょうさいくみあいれんごうかいよこはまみなみきょうさいびょういん）は、神奈川県横浜市金沢区六浦東に位置する国家公務員共済組合連合会が運営する病院（旧令共済病院）である。神奈川県災害医療拠点病院、医師の卒後臨床研修指定病院。

## 概要
1932年（昭和7年）4月に開設。横浜南部及び横須賀・三浦の医療圏における急性期医療の一翼を担う病院である。スポーツ整形外科には横浜DeNAベイスターズのチームドクターが在籍する。基本的にかかりつけ医からの紹介状が必要。横浜市立大学の関連病院である。また、薬剤師・看護師・臨床検査技師養成の臨地実習校として、星薬科大学、湘央医学技術専門学校、横浜市病院協会看護専門学校、横浜実践看護専門学校、神奈川歯科大学短期大学部、関東学院大学などから受け入れを行っている。2016年12月に新病棟の新築（設計・大建設計、施工・鹿島建設）が終わりリニューアルオープンした。

## 沿革
- 1932年（昭和7年）4月 - 前身となる海軍航空技術廠（海軍航空廠）職員のための横須賀海軍共済組合病院浦郷分院が開院[4]。
- 1939年（昭和14年）6月 - 海軍航空廠の拡大に伴い横須賀海軍共済病院追浜分院を新設。
- 1940年（昭和15年）- 追浜海軍共済組合病院として独立。
- 1945年（昭和20年）- 追浜共済病院と改称
- 1965年（昭和40年）- 横浜南共済病院と改称。
- 2012年（平成24年）2月13日 - 神奈川DMAT指定病院に指定。
- 2012年（平成24年）10月10日 - 医療法第4条第1項で定める地域医療支援病院として承認。
- 2014年（平成26年）8月8日 - 金沢区と「災害時医療体制の充実強化に向けた協働に関する覚書」を締結[5]。
- 2016年（平成28年）12月 - 新中央棟の完成。

## 診療科目
循環器センター
- 循環器内科・心臓血管外科

内科系
- 消化器内科・腎臓高血圧内科・内分泌代謝内科・呼吸器内科・血液内科・膠原病リウマチ内科・脳神経内科・精神科・小児科・透析センター

外科系
- 外科（消化器外科）・乳腺外科・呼吸器外科・整形外科・形成美容外科・脳神経外科・皮膚科・泌尿器科・産婦人科・眼科・耳鼻咽喉科・歯科口腔外科・麻酔科・放射線科・リハビリテーション科・救急科

## その他の部門
- 看護部
- 薬剤科
- 栄養科・栄養指導科
- 病理検査科
- 医療安全管理室

## 学会認定施設認定状況
2010年（平成22年）4月1日現在
- 日本内科学会認定医制度教育病院
- 日本循環器学会研修施設
- 日本消化器病学会認定施設
- 日本腎臓学会研修施設
- 日本透析学会認定施設
- 日本糖尿病学会認定教育施設
- 日本内分泌学会認定教育施設
- 日本呼吸器学会認定施設
- 日本リウマチ学会教育施設
- 日本アレルギー学会認定施設
- 日本小児科学会認定医制度研修施設
- 日本外科学会外科専門医制度修練施設
- 日本消化器外科学会専門医修練施設
- 呼吸器外科専門医認定機構関連施設
- 日本胸部外科学会関連施設
- 日本整形外科学会専門医制度研修施設
- 日本形成外科学会認定施設
- 日本脳神経外科学会専門医訓練施設
- 日本脳卒中学会認定研修教育病院
- 日本皮膚科学会皮膚科専門医研修施設
- 日本泌尿器科学会専門医教育施設
- 日本産科婦人科学会認定医制度卒後研修指導施設
- 日本眼科学会専門医制度研修施設
- 日本耳鼻咽喉科学会専門医認定施設
- 日本麻酔科学会麻酔科認定病院
- 日本集中治療医学会専門医研修施設
- 日本医学放射線学会放射線科専門医修練機関
- 日本核医学会専門医教育病院
- 日本病理学会認定施設
- 日本臨床細胞学会認定施設
- 日本緩和医療学会認定研修施設
- 日本がん治療認定医機構認定研修施設
- 日本口腔外科学会認定関連研修施設